# تشارلز دبليو. نيكولز
تشارلز دبليو. نيكولز (بالإنجليزية: Charles W. Nichols)‏ هو كيميائي أمريكي، ولد في 1875، وتوفي في 1959.